# Caldwell (inslagkrater)
Caldwell is een inslagkrater op de planeet Venus. Caldwell werd in 1994 genoemd naar de Amerikaanse schrijfster Taylor Caldwell (1900-1985).
De krater heeft een diameter van 51 kilometer en bevindt zich in het quadrangle Niobe Planitia (V-23) in de laagvlakte Niobe Planitia.